# Abbas Benedictus
Abbas Benedictus (? - 1194) foi um abade de Peterborough, cujo nome está acidentalmente relacionado à Gesta Henrici Regis Secundi e Gesta Regis Ricardi, entre as mais valiosas crônicas inglesas do século XII, atualmente atribuídas a Roger de Howden. 
Benedictus fez sua primeira aparição em 1174, como chanceler do arcebispo Richard, o sucessor de Becket no primado. Em 1175, Benedictus tornou-se prior da Santíssima Trindade, em Canterbury; em 1177, ele recebeu de Henrique II o cargo de diretor da abadia de Peterborough, cargo este que ocupou até a sua morte. Como abade ele distinguiu-se pela sua atividade na construção, na administração das finanças de sua casa e na formação de uma biblioteca. Ele é descrito na Chronicon Petroburgense como "abençoado tanto no nome quanto nas realizações". 
Ele pertencia ao círculo de admiradores de Becket, e escreveu duas obras que tratam do martírio e dos milagres de seu herói. Fragmentos de seus trabalhos mais antigos chegaram até nossos dias através de compilações conhecidas como Quadrilogus, que estão impressas no quarto volume do Materials for the Histories of Thomas Becket (Rolls Series), editado pelo Rev. J. C. Robertson; os milagres estão preservados em sua totalidade, e estão impressos no segundo volume da mesma coleção. 
Antigamente acreditava-se que Benedictus fosse o autor da Gesta com a alegação de que seu nome aparece no título do manuscrito mais antigo. Contudo, há provas conclusivas de que Benedictus apenas ordenou que esta obra fosse transcrita para a biblioteca de Peterborough. É apenas pela força do hábito que o trabalho ainda é por vezes citado como sendo de sua autoria. No século XX, D. M. Stenton formulou a teoria, desenvolvida mais tarde por David Corner, e agora geralmente aceita, de que o verdadeiro autor da Gesta é, na verdade, Roger de Howden. Em seu retorno da Terceira Cruzada, ele as redigiu ao compor a sua mais extensa Chronica, revendo-as e acrescentando material suplementar.
No século XIX, a questão da autoria foi discutida por Thomas Duffus Hardy, William Stubbs e Liebermann. Stubbs hipoteticamente identificou a primeira parte da Gesta (1170-1177) com o Liber Tricolumnis, um registo dos acontecimentos contemporâneos conservados por Richard FitzNeal, o tesoureiro de Henrique II e autor do Dialogus de Scaccario; a parte final (1177-1192 ) foi atribuída, por Stubbs a Roger de Howden. Sua teoria relativa a Liber Tricolumnis, foi rejeitada por Liebermann e pelos mais recentes editores do Dialogus (A. Hughes, C. G. Crump e C. Johnson, Oxford, 1902).